# 中国第一汽車集団
中国第一汽車集団有限公司（ちゅうごくだいいちきしゃしゅうだん-ゆうげんこうし、英語表記：China FAW Group Corporation Limited、簡体字：中国第一汽车集团有限公司、略称：FAW Group、一汽）は、中華人民共和国の自動車メーカー。吉林省長春市に本拠地を置く。
1953年に設立された中国最古の自動車メーカーであり、上海汽車、東風汽車と並ぶ三大国有自動車メーカーのうちの一社であり、上海汽車、東風汽車、長安汽車、奇瑞汽車と共に、中国自動車メーカーの「ビッグ5」のうちの一社となる。
商用車部門となる中国国内での貨物自動車のマーケットシェアは20パーセントを占め、2015年から4年連続の首位。GVW15トン以上となる大型貨物自動車の総販売台数では世界一である。

## 歴史

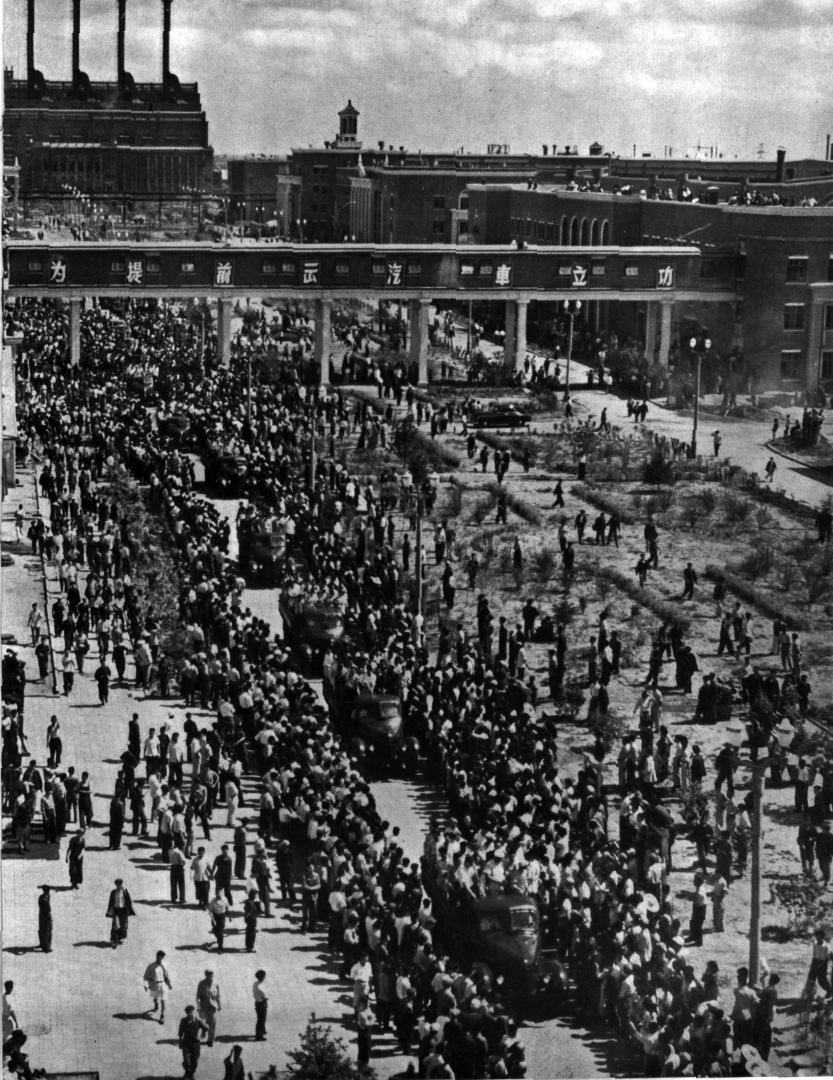
1956年7月に撮影された完成車第一号を記念した祝賀パレード

1953年にロシアの自動車メーカー・ジルの支援により設立。1956年にジルによる支援が終了した。設立後30年間の主な生産車種は、1956年から生産開始したソビエト連邦のトラック、ZIS-150をベースとした中国人民解放軍の中型トラック、CA-10と、その2年後に生産が開始されたZIL-157をベースとする軍用トラック、解放・CA30であった。1988年には新型のCA-141の生産が開始された。
乗用車は、1958年から自社ブランドの紅旗を立ち上げた。これは中華人民共和国はじめての国産乗用車で、中国要人の専用車としても広く使われた。1977年と1981年には大野耐一の直接指導でトヨタ生産方式を導入する。1991年にはフォルクスワーゲンと提携し、世界の最新技術を用いた乗用車フォルクスワーゲン・ジェッタの生産を子会社で開始した。さらにトヨタやマツダなどの大手自動車メーカーとも提携し、2005年からはトヨタ・クラウンなどの生産を開始した。
その後成長を続け、東風汽車や上海汽車と共に中国三大自動車メーカーの一角となり、2004年には販売台数100万台を突破した。
2015年5月7日、第一汽車の新董事長に東風汽車の前董事長だった徐平が任命された。東風汽車は前日6日に第一汽車の元董事長だった竺延風が新董事長に任命されている。
2018年9月、ファントムなどで有名なロールス・ロイスのチーフデザイナーだったジャイルズ・テーラーが第一汽車の副社長および紅旗の最高クリエーティブ責任者（CCO）に就任した。

## ブランド展開

### 紅旗（Hongqi）

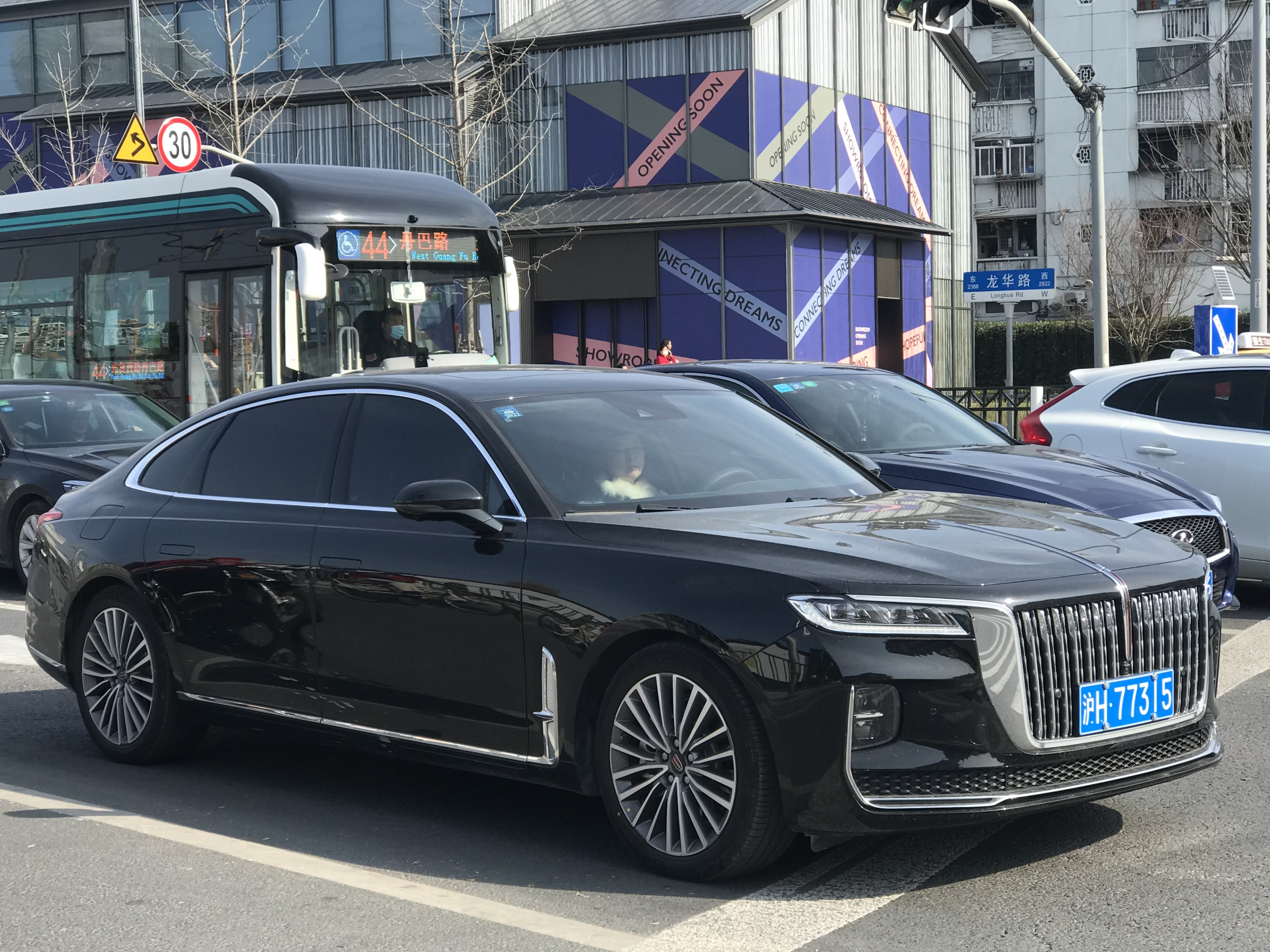
紅旗・H9

第一汽車の高級車ブランド。1958年に設立され、セダンおよびSUV、ミニバンを取り扱う。

### 解放（Jiefang）
第一汽車の商用車ブランド。1953年に設立され、中型および大型トラックを取り扱う。

### 奔騰（Bestune/Besturn）

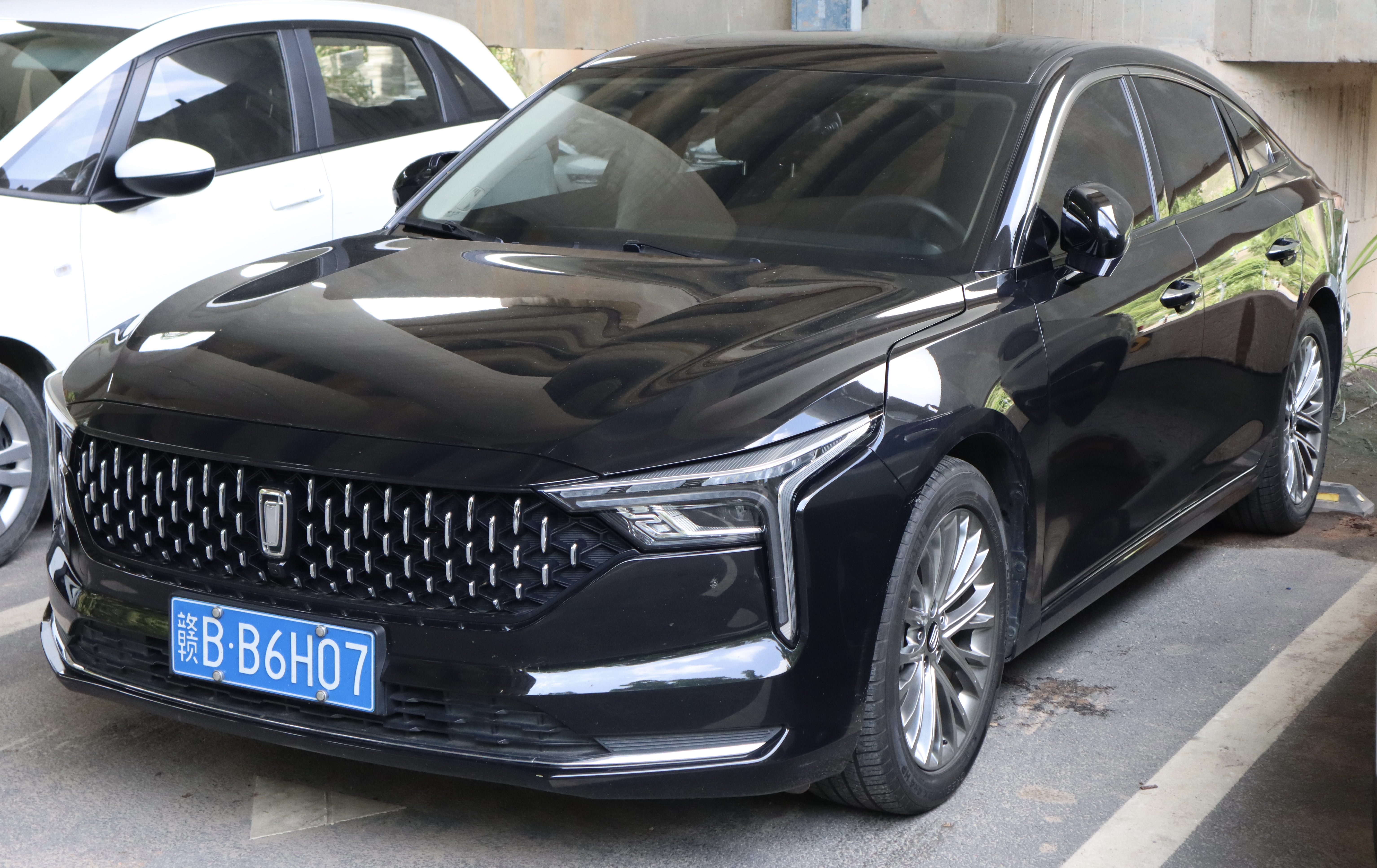
奔騰・B70

第一汽車の乗用車ブランド。2006年8月18日に設立され、製造・販売は一汽轎車が行う。セダンおよびSUVを取り扱う。

### 海馬（Haima）
第一汽車のマツダ車ブランド。1992年1月に海南汽車とマツダの提携により設立され、マツダ車のライセンス生産車を取り扱う。後にマツダとの提携を終了した。

### 天津（Tianjin）
第一汽車の乗用車ブランド。1965年に設立され、軽バンおよびハッチバック、セダンおよびSUVを取り扱う。

### 吉林（Jilin）
第一汽車の乗用・商用車ブランド。1980年に設立され、子会社である一汽吉林汽車が製造・販売を行う。SUVおよび小型バン、小型トラックを取り扱う。

### 欧朗（Oley）
第一汽車の乗用車ブランド。2011年に設立され、一汽轎車が製造・販売を行う。セダンおよびハッチバックを取り扱う。
2015年にブランド廃止された。

### 新特（SiTech）
第一汽車の電気自動車ブランド。2018年に設立され、ハッチバックおよびセダンを取り扱う。
2020年にブランド廃止された。

### 広州宝竜（Baolong）
第一汽車の乗用車ブランド。1998年に設立され、SUVおよびミニバンを取り扱う。
2005年にブランド廃止された。

## グループ企業
- 一汽海馬汽車
- 一汽馬自達汽車（マツダとの合弁会社）
- 一汽大衆（フォルクスワーゲンとの合弁会社）
- 天津一汽豊田（トヨタ自動車との合弁会社）

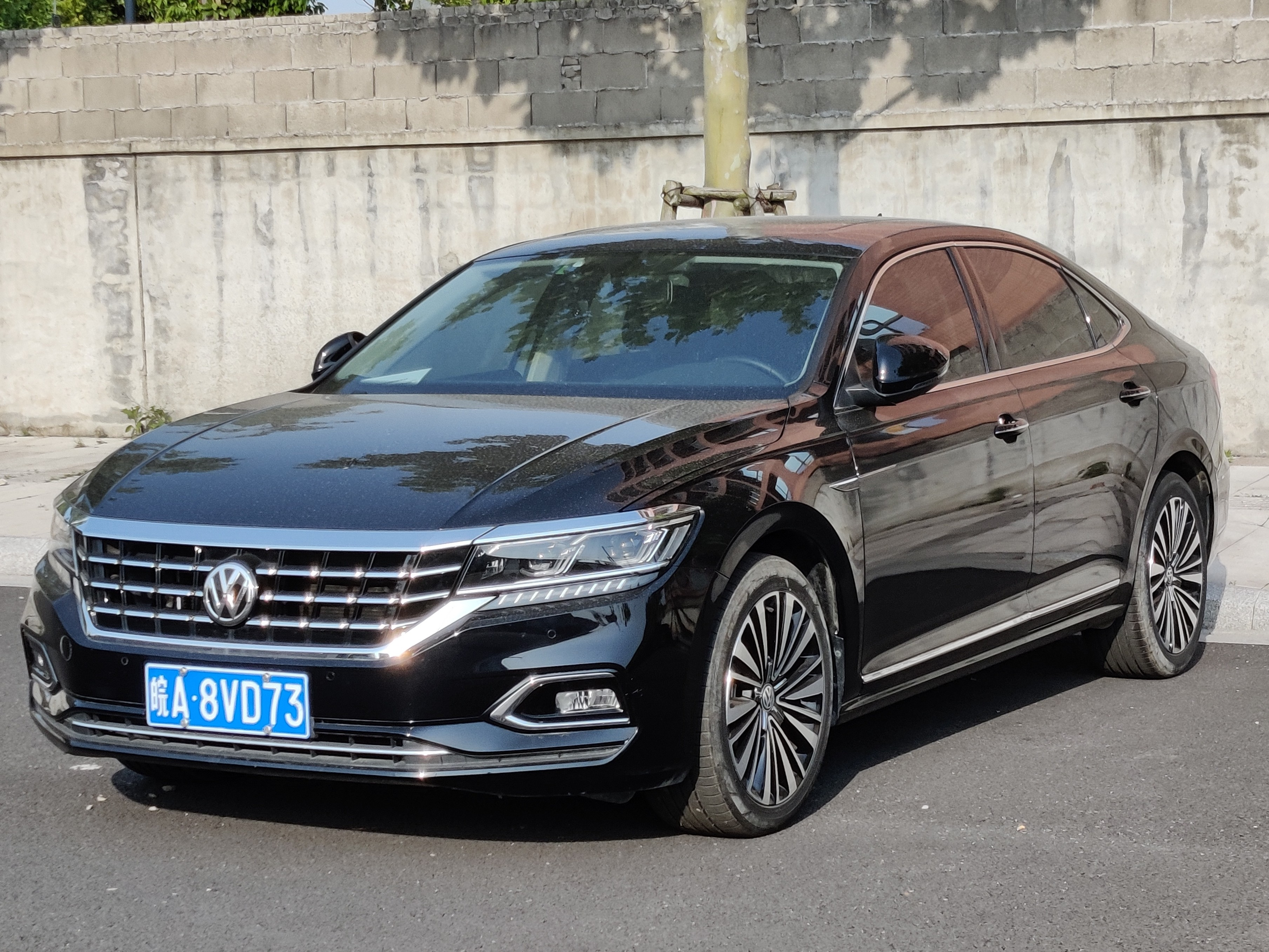
一汽大衆(フォルクスワーゲンとの合弁会社) - パサート NMS II

- 一汽豊田汽車販売（トヨタ自動車との合弁会社）
- 天津一汽汽車
- 一汽吉林汽車
- 一汽轎車（紅旗、奔騰、欧朗、マツダブランド車を製造）
- 一汽客車（バス製造業者で、長春・無錫・大連・成都に工場がある）
- 一汽GM軽型商用汽車（ゼネラルモーターズとの合弁会社）

## 生産拠点
中国国内のほか、2006年にメキシコの世界的大富豪のカルロス・スリムの所有するジャイアント・モーターズ・ラテンアメリカと提携してイダルゴ州でトラックを生産しており、2007年からはメキシコの有力財閥であるサリナス・グループと提携してミチョアカン州にも工場を建設している。これにより第一汽車は中国で2番目に海外に生産拠点を保有する自動車メーカーとなり、NAFTAに工場を所有する最初の自動車メーカーとなった。

## 節単位の頭文字 (英語)
FAW: First Automotive Works (ファースト・オートモーティブ・ワークス)